# Ted Franklin
Theodore "Ted" Franklin (30 oktober 1961) is een personage uit de Amerikaanse televisieserie iCarly van Nickelodeon, gespeeld door Tim Russ.

## Biografie
Franklin is het schoolhoofd van Ridgeway Middle School. Hij neemt geen blad voor de mond en heeft geen moeite met het nemen van harde beslissingen, vooral tegenover Sam. Dit doet hij daarentegen op een aardige en zachte manier, in tegenstelling tot andere schoolhoofden in andere series. Hij wil graag gelijke rechten voor leraren en studenten. Dat betekent dat een student gelijk is aan een leraar. In de aflevering iGot Detention stuurt hij een leraar naar zijn kantoor, omdat deze leraar de klas lichamelijke straffen gaf, zoals opdrukken.
Franklin heeft een zoon, een dochter en een vrouw.